# Готі (Чорногорія)
Готі (чорн. Hoti/Хоти) — село (поселення) в Чорногорії, підпорядковане общині Плав. Мусульманське поселення з населенням 169 мешканця.

## Населення
Динаміка чисельності населення (станом на 2003 рік):
- 1948 → 361
- 1953 → 419
- 1961 → 488
- 1971 → 491
- 1981 → 440
- 1991 → 414
- 2003 → 169

Національний склад села (станом на 2003 рік):
Слід відмітити, що перепис населення проводився в часи міжетнічного протистояння на Балканах й тоді частина чорногорців солідаризувалася з сербами й відносила себе до спільної з ними національної групи (найменуючи себе югославами-сербами - притримуючись течії панславізму). Тому, в запланованому переписі на 2015 рік очікується суттєва кореляція цифр національного складу (в сторону збільшення кількості чорногорців) - оскільки тепер чіткіше проходитиме розмежування, міжнаціональне, в самій Чорногорії.